# 6743 Liu
6743 Liu este un asteroid din centura principală de asteroizi.

## Descriere
6743 Liu este un asteroid din centura principală de asteroizi. A fost descoperit pe 8 aprilie 1994 la Kitami de Kin Endate și Kazuro Watanabe. El prezintă o orbită caracterizată de o semiaxă mare de 2,23 ua, o excentricitate de 0,21 și o înclinație de 8,1° în raport cu ecliptica.